# Adam Abutiekiewicz
 (janvier 2015).
Si vous disposez d'ouvrages ou d'articles de référence ou si vous connaissez des sites web de qualité traitant du thème abordé ici, merci de compléter l'article en donnant les références utiles à sa vérifiabilité et en les liant à la section « Notes et références ».
Adam Abutiekiewicz (1545-1611) est un compositeur polonais.
Il est l'auteur de psaumes, de passions et de messes brèves (1601).